# بول أرندت
بول أرندت (بالبولندية: Paweł Antoni Arndt)‏ هو سياسي بولندي، ولد في 21 يناير 1954 في غنيزنو في بولندا. حزبياً، نشط في حزب المنصة المدنية. وقد انتخب عضو سيم ‏.